# بهنام ابطحی
بهنام ابطحی (زاده ۱۳۵۴ - تهران) آهنگساز، نوازنده پیانو، درام و تنظیم کننده موسیقی و رهبر اکستر اهل ایران است. وی با خوانندگانی همچون علیرضا افتخاری، ناصر عبداللهی، مسعود خادم، سعید شهروز، رضا صادقی و نیما مسیحا، حمید حامی، خشایار اعتمادی، مهرداد کاظمی، بهرام بیات، جمشید نجفی، حمید غلامعلی و بسیاری دیگر همکاری داشته‌است.

## فیلم‌شناسی

### سینما
- آنها مرا دوست داشتند (۱۴۰۱)
- عروس خیابان فرشته (۱۳۹۹)
- خانه شیشه ای (۱۳۹۹)
- کلوپ همسران (۱۳۹۷)
- شکلاتی (۱۳۹۵)
- من دیوانه نیستم (۱۳۹۵)
- زنان ونوسی، مردان مریخی (۱۳۸۹)
- اخراجی‌ها ۳ (۱۳۸۹)
- پایان دوم (۱۳۸۹)
- پایان‌نامه (۱۳۸۹)
- دلقک ماهی
- نفرین (۱۳۸۹)
- کلبه (۱۳۸۷)
- انعکاس (۱۳۸۷)
- بیداری (۱۳۸۷)
- استشهادی برای خدا (۱۳۸۶)
- مربای شیرین (۱۳۸۰)
- شب و مه (۱۳۷۹)
- فوتبالیست‌ها (۱۳۷۹)
- اسکادران عشق (۱۳۷۵)
- لیلی با من است (۱۳۷۴)

### تلویزیون
- رستگاری (۱۴۰۲)
- آزادی مشروط (۱۴۰۱)
- تعطیلات رؤیایی (۱۳۹۷)
- ملکوت (۱۳۸۹)
- فاکتور ۸ (۱۳۸۸)
- کارگاه شمسی و دستیارش مادام (۱۳۸۰)
- این زمینی‌ها (۱۳۷۹)
- داستان‌های نوروز (۱۳۷۹)
- مدرسه مادربزرگ‌ها (۱۳۷۵)
- سرزمین ملائک (۱۳۷۵)
- میرزا یحیی (۱۳۷۴)
- سمندون (۱۳۷۳)
- خاله قورباغه و آقا پسر
- دایره تردید (۱۳۸۳)